# Jugoslovanska hokejska liga 1947/48
Sezona 1947/48 jugoslovanske hokejske lige je bila šesta sezona jugoslovanskega prvenstva v hokeju na ledu. Naslov jugoslovanskega prvaka so prvič osvojili hokejisti srbskega kluba HK Partizan Beograd. O naslovu prvaka je odločal turnir v Ljubljani, ki je potekal med 26. in 29. februarjem 1948.

## Sodelujoči klubi
| Skupina А (1. do 3. mesto)                                      | Skupina B (4. do 6. mesto)                          |
| --------------------------------------------------------------- | --------------------------------------------------- |
| HK Partizan Beograd HK Enotnost Ljubljana HK Tekstilac Varaždin | HK Spartak Subotica S.D. Zagreb HK Udarnik Karlovac |

## Lestvica
| Klub                     | OT | Z | N | P | DG | PG  | GR  | Toč |
| ------------------------ | -- | - | - | - | -- | --- | --- | --- |
| 1. HK Partizan Beograd   | 2  | 2 | 0 | 0 | 25 | 3   | +22 | 4   |
| 2. HK Enotnost Ljubljana | 2  | 1 | 0 | 1 | 11 | 15  | -4  | 2   |
| 3. HK Tekstilac Varaždin | 2  | 0 | 0 | 2 | 3  | -21 | -18 | 0   |

| Klub                   | OT | Z | N | P | DG | PG | GR | Toč |
| ---------------------- | -- | - | - | - | -- | -- | -- | --- |
| 1. HK Spartak Subotica | 2  | 2 | 0 | 0 | 7  | 4  | +3 | 4   |
| 2. S.D. Zagreb         | 2  | 1 | 0 | 1 | 9  | 3  | +4 | 2   |
| 3. HK Udarnik Karlovac | 2  | 0 | 0 | 2 | 2  | 11 | -9 | 0   |

## Končni vrstni red
1. HK Partizan Beograd
2. HK Enotnost Ljubljana
3. HK Tekstilac  Varaždin
4. HK Spartak Subotica
5. S.D. Zagreb
6. HK Udarnik Karlovac